# Это убийство, моя милочка
«Убийство, моя милая» (англ. Murder, My Sweet) — американский фильм нуар режиссёра Эдварда Дмитрыка, вышедший на экраны в 1944 году.
Фильм поставлен по роману Рэймонда Чандлера 1940 года «Прощай, любимая» (англ. Farewell, My Lovely). По этому роману в 1975 году был поставлен ещё один фильм, известный в русском переводе под названием «Прощай, моя красавица» (оригинальное название — Farewell, My Lovely).
В 1946 году фильм был удостоен Премии Эдгара Алана По, которую ежегодно вручает организация Детективные писатели Америки. Премии были удостоены Джон Пакстон (сценарист), Рэймонд Чандлер (автор романа) и Дик Пауэлл (актёр).

## Содержание
В полицейском участке Лос-Анджелеса частный детектив Филип Марлоу (Дик Пауэлл) с завязанными бинтом глазами рассказывает историю, приведшую к двойному убийству.
Однажды вечером в его офис заходит некто Муз Маллой (Майк Мазурки), «громила с лицом уголовника», который дает детективу 40 долларов и говорит, что хочет ему показать, где работала его девушка. Маллой не видел её 8 лет и уже 2 года, как она ему не пишет. Муз и Марлоу заходят в бар «Флорианс», где Муз спрашивает о Велме, которая ранее здесь работала. Так как заведение перешло к новым владельцам, Велму никто, включая нового управляющего, не знает. Тогда Муз просит Марлоу найти Велму Валенто.
Как выясняет Марлоу, предыдущий владелец бара «Флорианс» умер, а вдова продала бар. Марлоу наносит ей визит. Его встречает неопрятная стареющая дама с лицом, «похожим на ведро грязи». Вдова показывает Марлоу все документы по бару, но Марлоу замечает, что одну фотографию она пыталается спрятать. Детектив забирает у неё это фото. Выйдя на улицу, Марлоу видит в окно, как вдова кому-то судорожно звонит по телефону.
В офисе Марлоу ожидает элегантно одетый красавец Линзи Мэрриотт, который просит сопровождать его при передаче крупной суммы денег неким лицам в оплату за возврат украденных драгоценностей. Не особенно доверяя Мэрриотту, но желая быстро подзаработать, Марлоу соглашается и едет с ним ночью на автомобиле к уединенному карьеру, где назначена встреча. По дороге Марлоу чувствует слежку. В условленном месте никого нет, и Марлоу выходит осмотреться. Вернувшись к машине, Марлоу получает сзади удар по голове и в первый раз в фильме теряет сознание. Очнувшись, Марлоу видит, что на него направляет луч фонаря молодая девушка. Убедившись, что он жив, девушка стремительно исчезает. Повернувшись к машине, Марлоу видит, что его клиент лежит в машине «лицом вниз в позе мешка с тряпьем, что обозначает всегда одно и тоже».
Марлоу приходит в полицию, где его допрашивают, подозревая в убийстве Мэрриотта. Но поскольку никаких улик против него нет, его отпускают, но предупреждают, что они уже подобрались к дружкам Мэрриотта во главе с Джусом Эмтором.
В офисе Марлоу ожидает симпатичная журналистка (Энн Ширли), которая спрашивает, сказал ли ему Мэрриотт, у кого находится нефритовое колье, которое он хотел выкупить. Понимая, что она не та, за кого себя выдает, Марлоу выхватывает её сумочку и в записной книжке читает её настоящее имя — Энн Грейл. Марлоу говорит, что он ничего не знает о нефрите и полиция тоже, поэтому хочет понять, откуда у неё такая информация. Энн говорит, что нефрит принадлежит её отцу, точнее мачехе, и отвозит Марлоу в шикарное имение своего отца.
Мистер Грейл (Майлс Мэндер), пожилой худой старичок с интеллигентным лицом, принимает Марлоу в гостиной, знакомит его со своей супругой, молодой сексуальной особой Хелен Грейл (Клер Тревор) и рассказывает ему о высокой ценности нефрита, в частности, стоимость похищенного ожерелья составляет порядка 100 тысяч долларов. После ухода Грейла Хелен вольно садится на диван, выпивает и рассказывает, что кража произошла, когда она пошла на танцы с Мэрриоттом, который сам был мошенником, хотя и симпатичным. На вопрос, знает ли она Эмтора, Хелен говорит, что он «что-то вроде телепата, парапсихолога, наверное, шарлатан». Она у него в своё время проходила курс лечения, и Мэрриотт тоже. Хелен просит Марлоу взяться за розыск ожерелья. В этот момент входит Эмтор (Отто Крюгер), Марлоу договаривается с ним о встрече.
Хелен приходит домой к Марлоу и приносит гонорар, затем приглашает его в бар. В клубе Хелен под благовидным предлогом исчезает, но его подстерегает Энн, которая говорит, что мачеха его обманывает, и что она готова заплатить больше мачехи, лишь бы он держался от неё подальше. Марлоу вспоминает, что именно её он увидел, когда очнулся в карьере. В баре появляется Муз и говорит, что кое-кто хочет видеть Марлоу. Энн тем временем исчезает, оставляя записку с подтверждением своего предложения и домашним адресом.
Муз привозит Марлоу в шикарные апартаменты, где его встречает Эмтор. Марлоу рассказывает, что Мэрриотт входил в доверие к богатым женщинам, а затем шантажировал их, но он был не один, кто-то давал ему наводки. Эмтор хочет выкупить у Марлоу нефритовое ожерелье, так как думает, что оно попало к нему. Врывается Муз и спрашивает Марлоу, нашёл ли он Велму. Тот отвечает, что пока не нашёл и в данный момент его волнует только ожерелье. Муз душит Марлоу, Эмтор требует ожерелье, а Муз — свою девушку. Эмтор бьет Марлоу пистолетом по голове, после чего Марлоу теряет сознание…
В бреду Марлоу видит врача со шприцем. Он пробуждается в запертой охраняемой комнате. Марлоу удается расправиться с охранником и выйти из комнаты. Он оказывается в пустом особняке, в одной из комнат которого сидит доктор (Ралф Хэролд), который сообщает, что Марлоу был в бреду три дня. Марлоу вырывает у него пистолет, берет ключ от входной двери и выходит на улицу.
Марлоу приезжает в квартиру к Энн. Он говорит, что это Хелен подстроила его встречу с Эмтором и его головорезами. Далее Марлоу утверждает, что Энн была в карьере во время убийства Мэрриотта, и что она знала об отношениях Хелен и Мэрриотта. Энн отвечает, что ненавидит Хелен, но любит своего отца, а записку с адресом Марлоу она нашла в кармане Мэрриотта.
Появляется полиция. Марлоу рассказывает, что Эмтор на своих сеансах выуживал из пациенток-женщин их тайны, а затем с помощью Мэрриотта шантажировал их. Вероятно, Эмтор убил Мэрриотта, когда тот решил не делиться с ним нефритовым ожерельем. Марлоу рассказывает и про тайный особняк, где Эмтор «учит людей разговаривать».
Энн и Марлоу находят мистера Грейла в его мастерской, он рассказывает, что полиция интересовалась прибрежным домом, который он сдал Мэрриотту. Грейл очень переживает, что из-за его нефрита убит человек и просит Марлоу за приличный гонорар прекратить дело. Энн и Марлоу едут в прибрежный дом. Марлоу высказывает предположение, что Энн оказалась в карьере потому, что боялась за отца, который мог убить Мэрриотта, доставившего ему столько несчастий. После смерти Мэрриотта Энн испугалась, что Марлоу займет его место, и попыталась откупиться. Неожиданно появляется Хелен, которая подслушала разговор. После словесной перепалки с Энн, последняя выбегает из дома. Хелен рассказывает, что была пациенткой Эмтора, на сеансах он узнал о её связях с другими мужчинами и стал шантажом вымогать у неё ожерелье. Она согласилась его отдать, но его украли, и грабитель дал понять, что если она позвонит в полицию, то муж узнает обо всем. Она утверждает, что это Эмтор убил Мэрриотта ради ожерелья и просит Марлоу помочь от него избавиться. Марлоу обещает ей найти и выманить Эмтора в прибрежный дом к завтрашнему вечеру.
Придя в офис, Марлоу обнаруживает там тело убитого Эмтора, а также Муза за своей спиной, которому сообщает, что нашёл Велму и завтра её покажет.
На следующий вечер Марлоу и Муз встречаются перед прибрежным домом. Марлоу оставляет Муза на улице, а сам заходит в дом, где его ожидает Хелен. Марлоу говорит, что поскольку Эмтор скрывается от полиции, то придет позже ночью. Хелен протягивает ему коробку с ожерельем со словами, что она все подстроила, и никакого ограбления не было. Она сказала Мэрриотту, что ожерелье украли, чтобы тот донес эту информацию до Эмтора. А затем он придумала ночную встречу по поводу выкупа ожерелья, в которую Мэрриотт поверил и приехал вместе с Марлоу.
После этих слов Марлоу убеждается, что это Хелен убила Мэрриотта, а не Эмтор. Марлоу излагает Хелен свою версию событий: Мэрриотт испугался, и потому «согласился помочь тебе убить детектива, о котором ему рассказала вдова миссис Флориан. Мэрриотт защищал свои интересы, так как ты платила и ему, и Эмтору и даже жалкой миссис Флориан. Ведь если бы я нашел тебя по поручению Муза, они бы уже не могли тебя шантажировать. Разделив нас, ты хотела расправиться с нами поодиночке, а потом уничтожить и Эмтора. Однако (моя) голова оказалась слишком крепкой, удар дубинкой был недостаточно сильным, да и Энн подоспела на помощь».
Хелен сознается, что она чувствовала себя в ловушке и не знала, что предпринять, но теперь она близка к тому, чтобы обрести покой. Она просит помочь ей избавиться от Эмтора, но Марлоу говорит, что во второй раз у неё этот номер не пройдет. Восемь лет назад, Муз ради неё убил кого-то или сделал нечто другое, столь же серьёзное, а она обманула его. Эмтор же шантажировал её именно этим, и её ждет тюрьма.
Хелен собирается застрелить Марлоу, но в этот момент в дом входит Энн вместе с отцом, и мистер Грейл достает из кармана Марлоу пистолет. Марлоу говорит, что Муз её любит, и вчера ради неё свернул шею Эмтору. Когда Хелен уже готова нажать на спусковой крючок, Грейл успевает застрелить её.
Энн просит Марлоу не звонить в полицию, поскольку Грейл спас его жизнь. Энн говорит, Хелен была воплощением зла, теперь она мертва, и не важно, кто убил её. В этот момент через балкон врывается Муз и требует показать ему Велму. Марлоу говорит, что все получилось не так, как он рассчитывал, указывая на убитую Хелен, и готов вернуть ему деньги. Грейл говорит, что это он её убил, Муз собирается расправиться с ним, но Грейл успевает выстрелить в Муза, обжигая Марлоу выстрелом глаза. Марлоу теряет сознание в третий раз.
Воспоминание детектива заканчивается. Вновь показывают Марлоу с забинтованными глазами, дающего показания в полицейском участке (сцена из начала фильма). Полиция говорит, что после выстрела, когда Марлоу потерял сознание, Муз умер не сразу, он выхватил пистолет и застелил Грейла. Энн осталась жива, и её свидетельство спасло Марлоу. Марлоу сажают в такси и отправляют домой. По запаху духов он догадывается, что в машину села и Энн. Они целуются.

## В ролях
- Дик Пауэлл — Филип Марлоу
- Клер Тревор — Хелен Грейл/Велма Валенто
- Энн Ширли — Энн Грейл
- Отто Крюгер — Джулс Эмтор
- Майк Мазурки — Муз Маллой
- Майлс Мэндер — мистер Грейл
- Дональд Дуглас — лейтенант полиции Рэндалл
- Ралф Хэролд — доктор Зондерборг
- Эстер Ховард — Джесси Флориан
- Дьюи Робинсон — новый владелец бара «Флорианс» (в титрах не указан)

## Выпуск фильма и изменение названия
Впервые фильм был публично показан 18 декабря 1944 года в Миннеаполисе под названием «Прощай, любимая». Однако в Нью-Йорке 8 марта 1945 года он уже вышел под названием «Убийство, моя милая». Дело в том, что до съемок в этом фильме актёр Дик Пауэлл был известен своими ролями в легких комедиях и мюзиклах, и потому появление его в роли крутого частного детектива-антигероя из романа Чандлера стало неожиданностью для публики. Руководители киностудии изменили название фильма с «Прощай, любимая» из опасения, что зрители будут думать, что это мюзикл. Игра Пауэлла в этом фильме стала предметом постоянных дискуссий поклонников Чандлера и фильма нуар, некоторые считают её слишком легковесной и комичной, другие придерживаются мнения, что это лучшее воплощение Филиппа Марлоу в кино.

## Реакция критики
«Убийство, моя милая» считается одним из лучших фильмов по произведениям Чандлера. Кинокритик Гленн Эриксон в 2007 году написал о фильме: «Убийство, моя милая» остается самой чистой версией Чандлера в кино".
Элисон Дэлзелл отмечает: "Среди всех фильмов по романам Чандлера этот фильм подходит ближе к оригиналу, чем какой-либо другой, точно передавая стиль повествования от первого лица, и при этом отличается кинематографическим мастерством и лихостью постановки. Начиная с 1940-х годов, в Голливуде и по всему миру было произведено бесчисленное количество детективных и нео-нуаровых фильмов, и все они стремились подняться до уровня «Убийства, моя милая».
По мнению кинокритиков Эллен Кениши и Карла Мачека, картина берет роман Чандлера и превращает его в «фильм с мрачной атмосферой, не известной в то время». Дмитрык смог преодолеть условности жесткого диалога и детективного кино, представив «циничный и нелицеприятный взгляд на общество». В таком качестве фильм вошёл в мир фильма нуар.
Вскоре после выхода фильма кинокритик «Нью-Йорк таймс» Босли Кроутер высоко оценил экранизацию романа Чандлера и хвалебно отозвался об игре актёров, написав: «Практически все роли второго плана сыграны исключительно удачно, особенно Майком Мазурки, бывшим борцом, в качестве грубого и тупого Муза Маллоя, Отто Крюгером в роли Джулса Эмтора, мошенника-психотерапевта и коварного шантажиста, Энн Ширли в роли самой невинности среди волчьей стаи, Дона Дугласа в качестве лейтенанта полиции. Короче говоря, „Убийство, моя милая“ — это развлечение, заставляющее пульс биться быстрее».
Журнал «Вэрайети» также опубликовал одобрительный отзыв о фильме, написав: «Убийство, моя милая», напряженный триллер о частном детективе, попавшем в сеть шантажистов, одновременно и умный, и захватывающий… Игра актёров на уровне всей постановки. Дик Пауэлл стал сюрпризом в роли крутого детектива. Изображение мощное и убедительное. Клер Тревор полна драматизма в роли хищницы, а Энн Ширли резко контрастирует с ней как доброе дитя, угодившее под перекрёстный огонь.

## Другие фильмы по роману Чандлера
Первый фильм по этому роману Чандлера был поставлен в 1942 году под названием «Сокол берется за дело». Фильм поставил режиссёр Ирвинг Рейс, и он был частью серии фильмов о детективе по прозвищу Сокол, в роли которого снялся Джордж Сэндерс.
В 1975 году режиссёр Дик Ричардс поставил по роману Чандлера фильм «Прощай, моя красавица», в роли Филиппа Марлоу в нём снялся уже немолодой Роберт Митчем.